# 5 Aquilae
5 Aquilae, som är stjärnans Flamsteed-beteckning, är en kvadruppelstjärna belägen i den mellersta delen av stjärnbilden Örnen. Den har en skenbar magnitud på ca 5,90 och är mycket svagt synlig för blotta ögat där ljusföroreningar ej förekommer. Baserat på parallaxmätning inom Hipparcosuppdraget på ca 8,9 mas, beräknas den befinna sig på ett avstånd på ca 360 ljusår (ca 110 parsek) från solen. Den rör sig bort från solen med en heliocentrisk radialhastighet av ca 17 km/s.

## Egenskaper
Primärstjärnan 5 Aquilae Aa är en vit till blå stjärna i huvudserien av spektralklass A2 Vm. Den har en radie som är ca 3,4 solradier och utsänder ca 45 gånger mera energi än solen från dess fotosfär vid en effektiv temperatur av ca 7 500 - 10 000 K.
5 Aquilae är en misstänkt variabel (VAR:), som har visuell magnitud +5,68 och varierar utan någon fastställd amplitud eller periodicitet.
De två centrala komponenterna i konstellationen, 5 Aquilae Aa och Ab, är Am-stjärnor, vilket betyder att de är kemiskt speciella stjärnor med ovanliga överskott av andra element än väte och helium. De två kretsar kring varandra med en omloppsperiod på 33,65 år med en excentricitet av 0,33. En av stjärnorna är i sig en snäv spektroskopisk dubbelstjärna med en omloppsperiod på 4,765 dygn i en nästan cirkulär bana som har en excentricitet på endast 0,02. Den fjärde komponenten, 5 Aquilae B, är en stjärna i huvudserien av magnitud 7,65 med spektralklass F3 Vm. Den befinner sig med en vinkelseparation av 12,71 bågsekunder från de centrala stjärnorna.